# Associazione Calcio Riunite Messina 1961-1962
Questa pagina raccoglie i dati riguardanti l'Associazione Calcio Riunite Messina nelle competizioni ufficiali della stagione 1961-1962.

## Avvenimenti
Nella stagione 1961-1962 il Messina disputò il quattordicesimo campionato di Serie B della sua storia.

## Divise
| 1ª divisa |

## Organigramma societario
Area direttiva
- Presidente: Goffredo Muglia

Area tecnica
- Allenatore: Umberto Mannocci

## Rosa
| N. |                   | Ruolo | Calciatore          |
| -- | ----------------- | ----- | ------------------- |
|    | Italia (bandiera) | P     | Ademaro Breviglieri |
|    | Italia (bandiera) | P     | Mario Rossi         |
|    | Italia (bandiera) | D     | Renato Cardillo     |
|    | Italia (bandiera) | D     | Piero Dotti         |
|    | Italia (bandiera) | D     | Filippo Regni       |
|    | Italia (bandiera) | D     | Angelo Stucchi      |
|    | Italia (bandiera) | C     | Stefano Bernini     |
|    | Italia (bandiera) | C     | Giuseppe Bosco      |
|    | Italia (bandiera) | C     | Virgilio Fioretti   |
|    | Italia (bandiera) | C     | Celso Posio         |
|    | Italia (bandiera) | C     | Franco Radaelli     |

| N. |                   | Ruolo | Calciatore           |
| -- | ----------------- | ----- | -------------------- |
|    | Italia (bandiera) | C     | Giulio Cesare Spagni |
|    | Italia (bandiera) | A     | Bruno Benetti        |
|    | Italia (bandiera) | A     | Stefano Bernini      |
|    | Italia (bandiera) | A     | Giampiero Calloni    |
|    | Italia (bandiera) | A     | Italo Carminati      |
|    | Italia (bandiera) | A     | Ennio Ciccolo (II)   |
|    | Italia (bandiera) | A     | Nicola Ciccolo       |
|    | Italia (bandiera) | A     | Mario Denaro         |
|    | Italia (bandiera) | A     | Eugenio Fascetti     |
|    | Italia (bandiera) | A     | Paolo Lazzotti       |
|    | Italia (bandiera) | C     | Antonino Summa       |

## Risultati

### Serie B

#### Girone di andata
| Arbitro: | Rimoldi (Milano) |

|                                  |           |                    |
| Ciccolo I 11’ (rig.) Bernini 30’ | Marcatori | 24’, 48’ Campanini |

| Arbitro: | Righetti (Torino) |

|                    |           |             |
| Ciccolo I 23’, 51’ | Marcatori | 28’ Firmani |

| Arbitro: | Carminati (Milano) |

|                                    |           |  |
| Volpi 40’ Catalani 72’ Greatti 75’ | Marcatori |  |

| Catanzaro 24 settembre 1961 4ª giornata | Catanzaro         | 0 – 0 | Messina | Stadio Comunale\| Arbitro: \| D'Agostini (Roma) \| |
| Arbitro:                                | D'Agostini (Roma) |       |         |                                                    |

| Arbitro: | Rancher (Roma) |

|                                                   |           |                             |
| Ciccolo I 13’ (rig.) Calloni 56’, 75’ Bernini 80’ | Marcatori | 79’ Arrigoni 88’ Francescon |

| Arbitro: | Politano (Cuneo) |

|                                         |           |  |
| Radaelli 37’ Benetti I 42’ Lazzotti 62’ | Marcatori |  |

| Arbitro: | Annoscia (Bari) |

|              |           |  |
| Pagliari 14’ | Marcatori |  |

| Como 29 ottobre 1961 8ª giornata | Como                      | 0 – 0 | Messina | Stadio Giuseppe Sinigaglia\| Arbitro: \| Cataldo (Reggio Calabria) \| |
| Arbitro:                         | Cataldo (Reggio Calabria) |       |         |                                                                       |

| Arbitro: | Genel (Trieste) |

|                           |           |  |
| Lazzotti 47’ Radaelli 74’ | Marcatori |  |

| Arbitro: | Rancher (Roma) |

|                           |           |           |
| Lazzotti 41’ Radaelli 43’ | Marcatori | 18’ Macor |

| Arbitro: | Gambarotta (Genova) |

|                      |           |                          |
| Vanara 27’, 39’, 70’ | Marcatori | 42’ Spagni 90’ Ciccolo I |

| Arbitro: | Samani (Trieste) |

|              |           |                   |
| Melonari 86’ | Marcatori | 62’ (aut.) Adorni |

| Arbitro: | Leita (Udine) |

|                                               |           |                   |
| Catalano 40’ (aut.) Ciccolo I 41’, 57’ (rig.) | Marcatori | 14’, 74’ Bonacchi |

| Arbitro: | Roversi (Bologna) |

|              |           |                               |
| Lazzotti 15’ | Marcatori | 40’ (aut.) Bosco 52’ Ferrario |

| Arbitro: | Grignani (Milano) |

|                        |           |                          |
| Mentani 55’ Miazza 84’ | Marcatori | 1’ Ciccolo I 64’ Calloni |

| Arbitro: | Leita (Udine) |

|                               |           |               |
| Ruggeri 36’ Vicino 80’ (rig.) | Marcatori | 51’ Benetti I |

| Arbitro: | De Robbio (Torre Annunziata) |

|                                |           |                          |
| Calloni 33’ Di Bari 76’ (aut.) | Marcatori | 38’ Recagno 64’ De Paoli |

| Messina 14 gennaio 1962 18ª giornata | Messina            | 0 – 0 | Pro Patria | Stadio Giovanni Celeste\| Arbitro: \| Angelini (Firenze) \| |
| Arbitro:                             | Angelini (Firenze) |       |            |                                                             |

| Verona 21 gennaio 1962 19ª giornata | Verona           | 0 – 0 | Messina | Stadio Marcantonio Bentegodi\| Arbitro: \| Babini (Ravenna) \| |
| Arbitro:                            | Babini (Ravenna) |       |         |                                                                |

#### Girone di ritorno
| Prato 28 gennaio 1962 20ª giornata | Prato              | 0 – 0 | Messina | Stadio Lungobisenzio\| Arbitro: \| Carminati (Milano) \| |
| Arbitro:                           | Carminati (Milano) |       |         |                                                          |

| Arbitro: | Righetti (Torino) |

|                                       |           |  |
| Giacomini 4’ Galli 66’ Pantaleoni 74’ | Marcatori |  |

| Messina 11 febbraio 1962 22ª giornata | Messina            | 0 – 0 | Reggiana | Stadio Giovanni Celeste\| Arbitro: \| Carminati (Milano) \| |
| Arbitro:                              | Carminati (Milano) |       |          |                                                             |

| Arbitro: | Orlando (Bergamo) |

|                                                           |           |                |
| Carminati 31’ Lazzotti 27’ Ciccolo I 50’, 86’ Calloni 73’ | Marcatori | 76’ Mascalaito |

| Arbitro: | Annoscia (Bari) |

|                          |           |                      |
| Arrigoni 79’ Gratton 84’ | Marcatori | 90’ (rig.) Ciccolo I |

| Arbitro: | Jonni (Macerata) |

|              |           |  |
| Compagno 68’ | Marcatori |  |

| Arbitro: | Righetti (Torino) |

|                                              |           |             |
| Ciccolo I 28’ Carminati 46’ Calloni 57’, 78’ | Marcatori | 85’ Goldoni |

| Arbitro: | Angonese (Venezia) |

|                           |           |  |
| Radaelli 63’ Fascetti 86’ | Marcatori |  |

| Arbitro: | Carminati (Milano) |

|                                       |           |                    |
| Ronzon 9’, 35’ Tacchi 29’ Mariani 54’ | Marcatori | 56’, 81’ Carminati |

| San Benedetto del Tronto 1º aprile 1962 29ª giornata | Sambenedettese     | 0 – 0 | Messina | Stadio Fratelli Ballarin\| Arbitro: \| Angelini (Firenze) \| |
| Arbitro:                                             | Angelini (Firenze) |       |         |                                                              |

| Arbitro: | Ferrari (Milano) |

|                             |           |  |
| Ciccolo I 47’ Carminati 73’ | Marcatori |  |

| Arbitro: | Sebastio (Taranto) |

|            |           |  |
| Spagni 45’ | Marcatori |  |

| Arbitro: | Righetti (Torino) |

|                                |           |  |
| Cicogna 31’ Stucchi 87’ (aut.) | Marcatori |  |

| Arbitro: | Righi (Milano) |

|                                                   |           |              |
| Bizzarri 27’ (rig.), 35’ Morrone 51’ Maraschi 69’ | Marcatori | 30’ Fascetti |

| Arbitro: | Samani (Trieste) |

|  |           |           |
|  | Marcatori | 81’ Brasi |

| Arbitro: | Francescon (Padova) |

|                            |           |  |
| Ciccolo I 2’ Carminati 90’ | Marcatori |  |

| Arbitro: | Gioggi (Roma) |

|                |           |               |
| Baffi 50’, 63’ | Marcatori | 76’ Carminati |

| Arbitro: | Cataldo (Reggio Calabria) |

|  |           |               |
|  | Marcatori | 76’ Carminati |

| Arbitro: | Righetti (Torino) |

|                                            |           |                 |
| Radaelli 9’ Calloni 37’ Ciccolo I 68’, 82’ | Marcatori | 73’ Postiglione |

### Coppa Italia
| Arbitro: | De Robbio (Torre Annunziata) |

|                  |           |           |
| Calloni 42’, 59’ | Marcatori | 22’ Costa |

| Arbitro: | Lo Bello (Siracusa) |

|              |           |  |
| Ferrigno 87’ | Marcatori |  |

## Statistiche

### Statistiche di squadra
| Competizione | Punti | In casa | In casa | In casa | In casa | In casa | In casa | In trasferta | In trasferta | In trasferta | In trasferta | In trasferta | In trasferta | Totale | Totale | Totale | Totale | Totale | Totale | DR |
| Competizione | Punti | G       | V       | N       | P       | Gf      | Gs      | G            | V            | N            | P            | Gf           | Gs           | G      | V      | N      | P      | Gf     | Gs     | DR |
| ------------ | ----- | ------- | ------- | ------- | ------- | ------- | ------- | ------------ | ------------ | ------------ | ------------ | ------------ | ------------ | ------ | ------ | ------ | ------ | ------ | ------ | -- |
| Serie B      | 39    | 19      | 13      | 4       | 2       | 41      | 16      | 19           | 1            | 7            | 11           | 12           | 30           | 38     | 14     | 11     | 13     | 53     | 46     | +7 |
| Coppa Italia |       | 1       | 1       | 0       | 0       | 2       | 1       | 1            | 0            | 0            | 1            | 0            | 1            | 2      | 1      | 0      | 1      | 2      | 2      | 0  |
| Totale       | -     | 20      | 14      | 4       | 2       | 43      | 17      | 20           | 1            | 7            | 12           | 12           | 31           | 39     | 15     | 11     | 14     | 55     | 48     | +7 |

### Statistiche dei giocatori[3]
| Giocatore       | Serie B  | Serie B | Coppa Italia | Coppa Italia | Totale   | Totale |
| Giocatore       | Presenze | Reti    | Presenze     | Reti         | Presenze | Reti   |
| --------------- | -------- | ------- | ------------ | ------------ | -------- | ------ |
| L. Barreca      | -        | -       | 1            | 0            | 1        | 0      |
| B. Benetti (I)  | 15       | 2       | 1            | 0            | 16       | 2      |
| S. Bernini      | 36       | 2       | 1            | 0            | 37       | 2      |
| G. Bosco        | 32       | 0       | 1            | 0            | 33       | 0      |
| A. Breviglieri  | 25       | -31     | 2            | -2           | 27       | -33    |
| G. Calloni      | 36       | 8       | 1            | 2            | 37       | 10     |
| R. Cardillo     | 12       | 0       | 1            | 0            | 13       | 0      |
| I. Carminati    | 25       | 8       | -            | -            | 25       | 8      |
| E. Ciccolo (II) | -        | -       | 2            | 0            | 2        | 0      |
| N. Ciccolo (I)  | 31       | 16      | -            | -            | 31       | 16     |
| M. Denaro       | -        | -       | 1            | 0            | 1        | 0      |
| P. Dotti        | 29       | 0       | 1            | 0            | 30       | 0      |
| E. Fascetti     | 8        | 2       | 1            | 0            | 9        | 2      |
| V. Fioretti     | 2        | 0       | -            | -            | 2        | 0      |
| P. Lazzotti     | 33       | 5       | 2            | 0            | 35       | 5      |
| G. Magazzù      | -        | -       | 1            | 0            | 1        | 0      |
| C. Posio        | 1        | 0       | 1            | 0            | 2        | 0      |
| F. Radaelli     | 35       | 5       | 2            | 0            | 37       | 5      |
| F. Regni        | 12       | 0       | 2            | 0            | 14       | 0      |
| M. Rossi        | 13       | -15     | -            | -            | 13       | -15    |
| G.C. Spagni     | 37       | 2       | 2            | 0            | 39       | 2      |
| A. Stucchi      | 34       | 0       | 1            | 0            | 35       | 0      |
| A. Summa        | 2        | 0       | -            | -            | 2        | 0      |